# Wolfgang Staudte

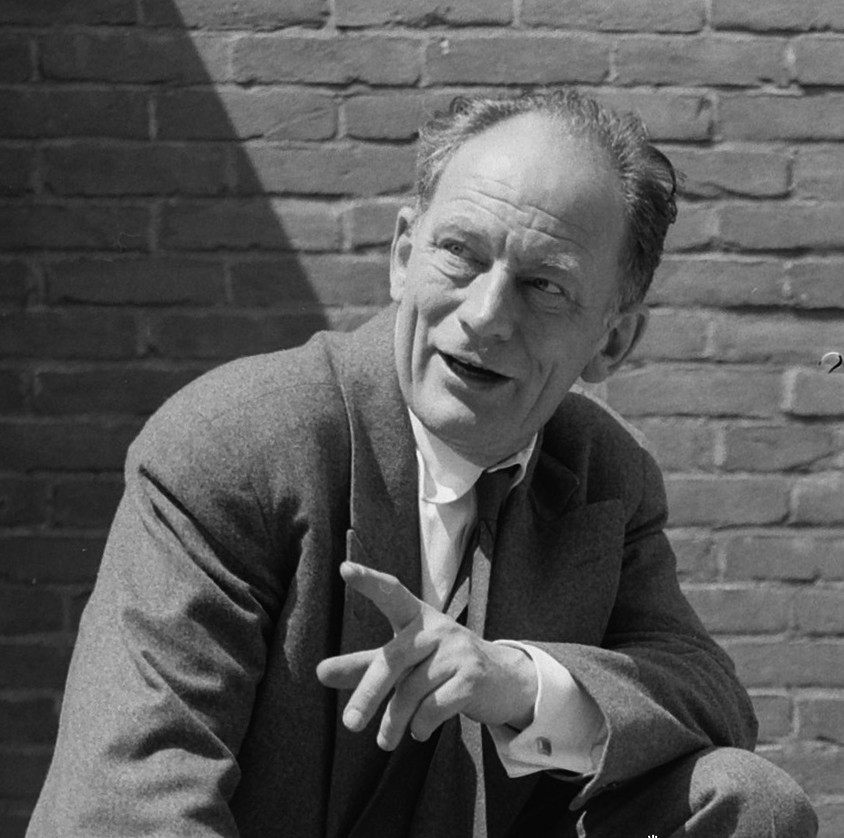
Wolfgang Staudte (1955)

Wolfgang Georg Friedrich Staudte (* 9. Oktober 1906 in Saarbrücken; † 19. Januar 1984 in Žigrski Vrh, SR Slowenien, Jugoslawien) war ein deutscher Filmregisseur der Nachkriegszeit. Er trat auch als Synchronsprecher und Schauspieler in Erscheinung.
Staudte blickte nach 1945 im Kino auch auf die deutsche Schuld. Er galt – neben Helmut Käutner – als einziger deutscher Nachkriegsregisseur von Rang, der nach 1945 fernab von Heimatfilm und Geschichtsverdrängung auf ein kontinuierliches künstlerisches Filmschaffen zurückblicken konnte. Staudtes Filme standen für politisch engagiertes Kino ebenso wie für professionelles Handwerk, für Filmkunst und (gute) Unterhaltung mit gesellschaftlichem Anspruch.

## Leben

### Bis 1945
Staudte war Sohn des Schauspielerehepaares Fritz Staudte und Mathilde Firmans und wuchs ab 1912 in Berlin auf. Nach der mittleren Reife begann er eine Lehre als Autoschlosser, fuhr Autorennen und absolvierte ab 1923 ein zweijähriges Ingenieurstudium an der Ingenieur-Akademie Oldenburg und ein zweijähriges Praktikum bei Mercedes-Benz sowie in den Hansa-Werken. Von 1926 bis 1932 war er außerdem zuerst Komparse, dann Darsteller an der Volksbühne Berlin.
Wolfgang Staudte gab 1930 die Synchronstimme des Soldaten Franz Kemmerich, der Hauptrolle der amerikanischen Verfilmung von Im Westen nichts Neues. Dieser Film prägte den jungen Staudte stark. Nach der Machtergreifung der Nationalsozialisten wurde ihm 1933 wegen „progressiver Betätigung“ die Arbeitserlaubnis als Schauspieler entzogen. Deswegen arbeitete er als Synchronsprecher und als Rundfunksprecher von Märchen und Werbesendungen.
Seine Karriere als Regisseur begann, als er ab 1935 Werbefilme realisierte und ab 1941 vier interne Studiofilme als „Talentprobe“ für Nachwuchskräfte für die halbstaatliche Tobis Filmkunst GmbH erstellte. Daneben trat er auch wieder als Schauspieler auf, unter anderem in Veit Harlans Propagandastreifen Jud Süß (1940). Seinen ersten langen Spielfilm Akrobat schö-ö-ö-n inszenierte er 1942/1943. Im März 1945 wurde Staudtes Film Der Mann, dem man den Namen stahl aus unbekanntem Grund verboten. Daraufhin verlor er seine Freistellung vom Wehrdienst. Nach Intervention des Intendanten des Berliner Schiller-Theaters Heinrich George, der auf Staudtes Regie bei seinem Film Das Mädchen Juanita bestand, konnte Ende 1944 die Abkommandierung an die Front verhindert werden.

### Nach 1945
In den ersten Jahren nach Ende des Zweiten Weltkriegs erreichte Staudte nach Meinung der Kritik den Höhepunkt seiner künstlerischen Fähigkeiten. Mit dem von der SMAD unterstützten ersten DEFA-Spielfilm Die Mörder sind unter uns schuf Staudte 1946 den ersten deutschen Nachkriegsfilm überhaupt. In den darauffolgenden Jahren und auch nach der Gründung der beiden deutschen Staaten arbeitete der in West-Berlin lebende Staudte bis 1955 hauptsächlich als Grenzgänger für die ostdeutsche DEFA, so bei Rotation (1948/1949) und Der Untertan (1951), für den zunächst Falk Harnack als Regisseur vorgesehen war. In beiden Filmen attackierte Staudte vor allem die Borniertheit des unpolitischen Kleinbürgers in der deutschen Geschichte.
Nach der Premiere des Untertan nannte ihn Der Spiegel einen „politischen Kindskopf“ und „verwirrten Pazifisten“. Der Film blieb im Westen fünf Jahre verboten und durfte dann bis 1971 nur gekürzt gezeigt werden. Staudte wurde dann 1952 während der Dreharbeiten zu Gift im Zoo vom Bundesministerium des Innern dazu gedrängt, eine Verpflichtung zu unterschreiben, künftig nicht mehr für die DEFA zu arbeiten. Dieser Aufforderung kam er nicht nach, wurde deshalb von der Regie abgezogen und produzierte mit Die Geschichte vom kleinen Muck einen Farbfilm, der der DEFA große Erfolge brachte. Der Film Gift im Zoo wurde von Hans Müller fortgesetzt.
Im Jahr 1955 verließ Staudte die DEFA endgültig und blieb dauerhaft in der Bundesrepublik Deutschland. Ein Grund für diesen Arbeitsplatzwechsel dürfte in seiner Enttäuschung über das Verhalten der DEFA-Leitung in seinem Konflikt mit Bertolt Brecht und Helene Weigel über die Verfilmung von Brechts Mutter Courage und ihre Kinder gelegen haben. 1958 heiratete er die Schauspielerin Ingmar Zeisberg; die Ehe hielt bis 1964.
Im Westen wurde ihm zunächst keine Möglichkeit geboten, seine gesellschaftskritischen Anliegen zu inszenieren. Zwischen 1958 und 1960 gründete und betrieb er zusammen mit Harald Braun und Helmut Käutner die Freie Filmproduktion GmbH. Erst 1959 hatte er mit Rosen für den Staatsanwalt wieder Erfolg bei Kritik und Publikum. Zudem war dieser Film einer von nur sehr wenigen westdeutschen Filmen der 1950er Jahre, in dem die nationalsozialistische Vergangenheit ein Thema war. 1960 wurde ihm für diesen Film der Bundesfilmpreis verliehen; Staudte nahm den Preis jedoch nicht an.
Über seine Erfahrungen mit der Filmwirtschaft im Westen sagte Staudte: „Es ist schwer die Welt zu verbessern mit dem Geld von Leuten, die die Welt in Ordnung finden.“ Er fand neue Arbeitsmöglichkeiten im Fernsehen und drehte mit Die Rebellion 1962 seinen ersten Fernsehfilm, der Maßstäbe setzte. 1964 kam Staudtes Herrenpartie in die Kinos, eine Mischung aus politischer Satire und Schicksalstragödie. Der Film behandelt den Zustand der Vergangenheitsbewältigung in der Nachkriegszeit und wurde deshalb von der Öffentlichkeit und der Kritik abgelehnt.

„Pendelnd zwischen politischer Satire und Schicksalstragödie, ist der hervorragend gespielte Film ein bemerkenswerter Beitrag zur unbewältigten Vergangenheit beider Völker. Nicht minder interessant ist der Blick auf die damalige Rezeptionsgeschichte des Films, der als „üble Nestbeschmutzung“ diffamiert wurde und die Kino-Karriere Staudtes als engagierter Gesellschaftskritiker beendete.“

Nach dem Oberhausener Manifest, in dem eine neue Generation westdeutscher Filmemacher „Opas Kino“ für tot erklärte und ihren eigenen Anspruch auf das „Kino der Gegenwart“ formulierte, galt Staudte Ende der 1960er Jahre als unzeitgemäß.
1968 gründete Staudte die Produktionsgesellschaft Cineforum GmbH, mit der er den Film Heimlichkeiten produzierte. Der Film fiel beim Publikum durch und Staudte war bis an sein Lebensende verschuldet. Er war dadurch gezwungen, für das Fernsehen zu arbeiten, von dem er noch 1968 behauptete: „Ich habe ein gestörtes Verhältnis zum Fernsehen. Diese Zwergenschicksale interessieren mich nicht sonderlich.“ Im Jahr 1972 leitete er im Auftrag von Stanley Kubrick die Synchronisation des Films Clockwork Orange.
Für das Fernsehen inszenierte er unter anderem zahlreiche Folgen der Krimiserien Tatort und Der Kommissar und war für die ZDF-Abenteuervierteiler Der Seewolf (1971) und Lockruf des Goldes (1975) verantwortlich. 1977 drehte er die überaus erfolgreiche achtteilige ARD-Familienserie MS Franziska, die das Leben einer Binnenschifferfamilie auf dem Rhein darstellte.
Im Jahr 1975 wurde ihm das Filmband in Gold für „langjähriges und hervorragendes Wirken im deutschen Film“ verliehen; 1978 erhielt er das Bundesverdienstkreuz. Bis zu seinem Tode lebte Staudte in Berlin-Steglitz. Wolfgang Staudte starb 1984 bei den Außenaufnahmen zu seinem letzten Fünfteiler für das Fernsehen Der eiserne Weg an Herzversagen. Am 3. März 1984 wurde die Asche Wolfgang Staudtes der Nordsee übergeben.

## Würdigung
- Ab der Berlinale 1990 vergaben die Internationalen Filmfestspiele Berlin bis 2006 alljährlich zu seinem Andenken den Wolfgang-Staudte-Preis für einen Film des Internationalen Forums des jungen Films.[6]
- Am 9. Oktober 2006 wurde an seinem Geburtshaus in der Mainzer Straße 11 in Saarbrücken eine Gedenktafel enthüllt mit der Inschrift: „Feigheit macht jede Staatsform zur Diktatur.“
- Am 11. April 2016 wurde der Wolfgang Staudte-Platz in der Nähe des Saarbrücker Hauptbahnhofs der Öffentlichkeit übergeben. Zum gleichen Zeitpunkt errichtete die Saarländische Gesellschaft für Kulturpolitik in Erinnerung an den Künstler eine Stele am gleichen Standort.[7]
- Im Potsdamer Stadtteil Drewitz ist eine Straße nach ihm benannt.

## Filme

### Regie

#### Kino
- 1933: Ein jeder hat mal Glück (Kurzfilm, 20 min)
- 1936: Zwischen Sahara und Nürburgring (Dokumentation)
- 1937: Deutsche Siege in drei Erdteilen (Dokumentation)
- 1937: Schnelle Straßen (Dokumentation)
- 1941: Ins Grab kann man nichts mitnehmen
- 1943: Akrobat schö-ö-ö-n
- 1943: Ich hab’ von dir geträumt
- 1944: Der Mann, dem man den Namen stahl
- 1944/52: Das Mädchen Juanita
- 1946: Die Mörder sind unter uns
- 1948: Die seltsamen Abenteuer des Herrn Fridolin B.
- 1948: Rotation
- 1949: Schicksal aus zweiter Hand
- 1951: Fünf Mädchen und ein Mann (A Tale of Five Cities) (Co-Regie)
- 1951: Der Untertan
- 1951: Gift im Zoo (ungenannt)
- 1953: Die Geschichte vom kleinen Muck
- 1954: Leuchtfeuer
- 1955: Ciske – ein Kind braucht Liebe (Ciske de rat)
- 1955: Mutter Courage und ihre Kinder
- 1957: Rose Bernd
- 1957: Madeleine und der Legionär
- 1958: Der Maulkorb
- 1958: Kanonenserenade (Pezzo, Capopezzo e Capitano – Serenata a un Cannone)
- 1959: Rosen für den Staatsanwalt
- 1960: Kirmes
- 1960: Der letzte Zeuge
- 1962: Die glücklichen Jahre der Thorwalds (Regie mit John Olden)
- 1963: Die Dreigroschenoper
- 1963: Herrenpartie
- 1964: Das Lamm
- 1966: Ganovenehre
- 1968: Heimlichkeiten
- 1969: Die Herren mit der weißen Weste
- 1971: Fluchtweg St. Pauli – Großalarm für die Davidswache
- 1978: Zwischengleis

#### Fernsehen
- 1962: Die Rebellion (Fernsehfilm)
- 1965: Der Fall Kapitän Behrens – Fremdenlegionäre an Bord (Fernsehfilm)
- 1968: Die Klasse (Fernsehspiel des SFB)
- 1969: Die Gartenlaube (Fernsehspiel des SFB)
- 1970: Die Kriminalerzählung (TV-Serie, 5 Teile)
- 1970–1973: Der Kommissar (TV-Serie, ZDF, 12 Folgen)
- 1971: Der Seewolf
- 1972: Verrat ist kein Gesellschaftsspiel (Fernsehfilm ZDF)
- 1972: Marya Sklodowska Curie (Fernsehfilm ZDF)
- 1973: Nerze nachts am Straßenrand (Fernsehfilm ZDF)
- 1973: Tatort – Tote brauchen keine Wohnung
- 1974: Ein fröhliches Dasein (Fernsehfilm ZDF)
- 1975: Kommissariat 9 (TV-Serie, 13 Teile)
- 1975: Lehmanns Erzählungen (TV-Film)
- 1975: Schließfach 763 (Fernsehfilm ZDF)
- 1975: Lockruf des Goldes (TV-Serie, vier Teile)
- 1976: Um zwei Erfahrungen reicher (Fernsehfilm ZDF)
- 1976: Prozeß Medusa (Fernsehfilm ZDF)
- 1976: Tatort – Zwei Leben
- 1977: MS Franziska (TV-Serie, acht Teile)
- 1977: Das verschollene Inka-Gold (Fernsehfilm ZDF)
- 1977: Feuerwasser (Fernsehfilm ZDF)
- 1977: Tatort – Spätlese
- 1979: Der eiserne Gustav (TV-Serie)
- 1979: Tatort – Die Kugel im Leib
- 1980: Tatort – Schussfahrt
- 1980: Tatort – Schönes Wochenende
- 1982: Die Pawlaks
- 1983: Satan ist auf Gottes Seite
- 1983: Nordlichter – Geschichten zwischen Watt und Weltstadt
- 1984: Tatort – Freiwild
- 1984: Der Snob
- 1985: Der eiserne Weg

Wolfgang Staudte drehte neben seinen Spielfilmen über 100 Werbe- und Kurzfilme.

### Darsteller (Auswahl)
- 1929: Ins Blaue hinein
- 1930: Der blaue Engel (Schüler)
- 1931: Gassenhauer
- 1932: Tannenberg
- 1932: Geheimnis des blauen Zimmers
- 1933: Der Choral von Leuthen
- 1933: Heimkehr ins Glück
- 1933: Großfürstin Alexandra
- 1934: Die Bande vom Hoheneck
- 1934: Schwarzer Jäger Johanna
- 1936: Der Kaiser von Kalifornien
- 1936: Stärker als Paragraphen
- 1936: Gleisdreieck
- 1936: Susanne im Bade
- 1937: Togger
- 1938: Mordsache Holm
- 1938: Ziel in den Wolken
- 1938: Pour le Mérite
- 1938: Lauter Lügen
- 1938: Am seidenen Faden
- 1939: Drei Unteroffiziere
- 1939: Legion Condor
- 1940: Aus erster Ehe
- 1940: Jud Süß
- 1941: … reitet für Deutschland
- 1941: Blutsbrüderschaft
- 1941: Jungens
- 1941: Sechs Tage Heimaturlaub
- 1942: Das große Spiel

## Theater
Schauspieler
- 1927: Molière: George Dandin (Colin, Knecht) – Regie: Ilja Motylew (Theater am Schiffbauerdamm)
- 1927: Georges Courteline: Der gemütliche Kommissär (Ein Herr) – Regie: Günther Stark (Theater am Schiffbauerdamm)
- 1928: Otto Zoff: Der Schneesturm (Emil) – Regie: Friedrich Hellmund (Theater am Schiffbauerdamm)
- 1930: Friedrich Wolf: Die Matrosen von Cattaro (Offizier) – Regie: (Günther Stark) (Volksbühne Berlin)
- 1930: V. Kirchon/A. Ouspensky: Rost (Artemij Krugljkow) – Regie Günther Stark (Volksbühne Berlin)
- 1931: William Shakespeare: Die Komödie der Irrungen (Antipholis von Ephesus) – Regie: Karl-Heinz Stroux (Volksbühne Berlin)

## Auszeichnungen
- 1951: Nationalpreis der DDR 2. Klasse für Der Untertan
- 1951: Internationales Filmfestival Karlovy Vary: Preis für den Kampf um den sozialistischen Fortschritt für Der Untertan
- 1955: Internationale Filmfestspiele von Venedig: Silberner Löwe für Cisce – De Rat
- 1960: Internationales Filmfestival Karlovy Vary: 1. Hauptpreis für Rosen für den Staatsanwalt
- 1975: Filmband in Gold für langjähriges und hervorragendes Wirken im deutschen Film
- 1978: Großes Verdienstkreuz des Verdienstordens der Bundesrepublik Deutschland
- 1979: Internationales Filmfestival Moskau: Auszeichnung für Zwischengleis
- 1984: Helmut-Käutner-Preis (posthum)
- 2011: Stern auf dem Boulevard der Stars in Berlin